# Barão da Saúde

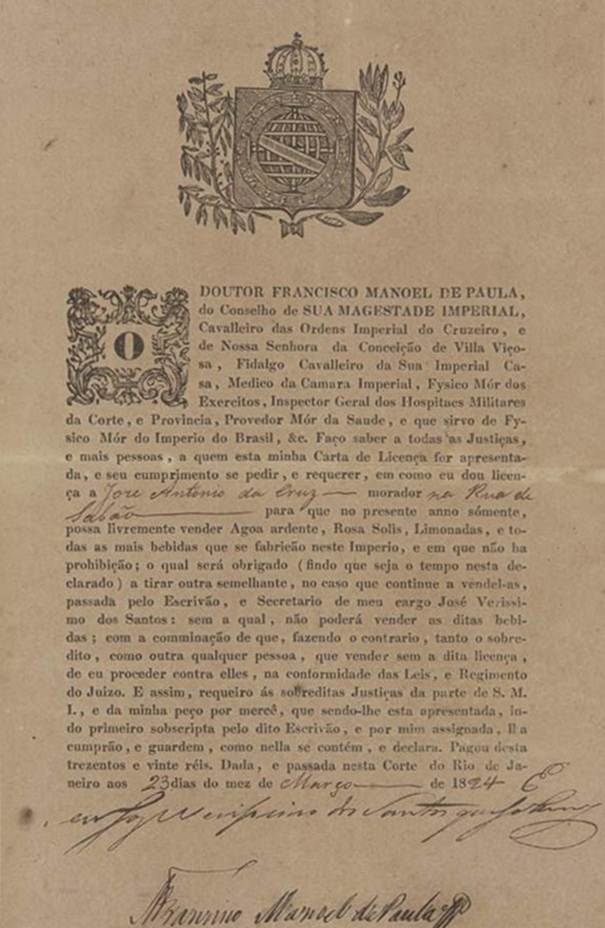
Documento de serviço de vigilância sanitária pelo Barão da Saúde em 1824 (Acervo: Arquivo Nacional/Memória da administração pública brasileira)

Barão da Saúde  é um título nobiliárquico brasileiro criado por D. Pedro I do Brasil, por decreto de 12 de outubro de 1826, a favor de Francisco Manuel de Paula.
Titulares
1. Francisco Manuel de Paula;
2. Manuel Dias da Cruz.